# Chiuiești
Chiuiești est une commune de Transylvanie, en Roumanie, dans le județ de Cluj. Elle est composée des villages Chiuiești, Huta, Măgoaja, Strâmbu, Valea Cășeielului et Valea lui Opriș.